# رودريك باجادا
رودريك باجادا (بالإنجليزية: Roderick Bajada)‏ هو لاعب كرة قدم مالطي في مركز الوسط، ولد في 4 يناير 1983 في حمرون ‏ في مالطا. شارك مع منتخب مالطا تحت 19 سنة لكرة القدم ومنتخب مالطا تحت 21 سنة لكرة القدم ومنتخب مالطا لكرة القدم. أما مع النوادي، فقد لعب مع سلايما واندريرز ونادي تاركسيين راينباوز ونادي فاليتا ونادي مارساشلوك وهامرون سبارتانز.

## وصلات خارجية
- رودريك باجادا على موقع قاعدة بيانات كرة القدم.إي يو (الإنجليزية)
- رودريك باجادا على موقع ناشيونال فوتبول تيمز (الإنجليزية)
- رودريك باجادا على موقع عالم كرة القدم.نت (الإنجليزية)